# Carlos Montemayor González
Carlos Montemayor González es un integrante del crimen organizado en México. 
Según declaraciones de Eduardo Ramón Pequeño García, jefe de la División Antidrogas de la Policía Federal:  "Carlos Montemayor González asumió el liderazgo de la organización por indicación de Edgar Valdez Villarreal 'La Barbie', cabe destacar que entre ambos existe una relación de parentesco ya que una de las hijas de 'El Charro' se casó con Valdez Villarreal"¹ ²

## Inicios delictivos.
Carlos Montemayor González se vinculó al Cártel de los Beltrán Leyva  en 2003 por invitación de Sergio Villarreal Barragán, "El Grande", quien estando en Nuevo Laredo, Tamaulipas, le dijo que participara en el trasiego de cargamentos de cocaína hacia Estados Unidos.

## Parentescos dentro del crimen organizado.
Carlos Montemayor González es suegro de Edgar Valdez Villarreal "la Barbie"
Carlos Montemayor González es primo político de Sergio Villarreal Barragán, "El Grande" pues la esposa de este, Ana Laura Tamez, quien fue asesinada en 2003 presuntamente por Los Zetas, era prima hermana de la esposa de Carlos Montemayor González

## Captura
Fue detenido en México, D.F. el martes 23 de noviembre de 2010. ¹ ²